# Mary Reynolds
Pour les articles homonymes, voir Reynolds.
Mary Reynolds, née le 19 octobre 1891 à Minneapolis et morte le 30 septembre 1950 à  Paris 7e, est une relieuse et une collectionneuse d'art moderne américaine, proche de Marcel Duchamp.
Elle vécut à Paris entre 1923 et 1940 puis de 1945 à sa mort.

## Biographie
Née Mary Louise Hubachek, en 1891 à Minneapolis, de Frank Rudolph Hubachek, avocat, et de Nellie Brookes Hubachek, après des études supérieures à l'université du Minnesota, elle se marie avec Matthew Givens Reynolds, courtier en assurances, en juillet 1916. Ils s'installent à New York, en plein Greenwich Village, centre de la vie artistique d'alors. Elle croise Marcel Duchamp pour la première fois. En novembre 1917, Matthew part sur le front européen. Démobilisé en novembre 1918, il meurt de la grippe espagnole en janvier 1919.
Elle décide de partir vivre à Paris. En avril 1921, elle s'installe dans le quartier du Montparnasse, où elle côtoie la « génération perdue » : Ernest Hemingway, Man Ray, la romancière Virgil Thompson (en), Laurence Vail surnommé le « roi de la Bohème » et qui était marié à Peggy Guggenheim. Mary devient une proche du couple.
Fin 1923, elle retrouve Marcel Duchamp et commence alors une relation amoureuse avec lui qui va durer une vingtaine d'années. Selon Henri-Pierre Roché, le plus proche confident de Duchamp à cette époque, les deux amants refusent de se marier, respectant trop leur indépendance.
En 1929, Mary apprend l'art de la reliure auprès du maître français Pierre Legrain, un ami du couturier et mécène Jacques Doucet, qui est très proche des surréalistes et de Duchamp. Elle s'installe ensuite 14 rue Hallé (Paris 14e) et monte un atelier de reliure, exécutant des créations autour des textes d'Alfred Jarry, Raymond Queneau, Man Ray, etc.
Au début de l'Occupation allemande, elle choisit de rester rue Hallé, tandis que Duchamp cherche désespérément un moyen de la convaincre d'embarquer avec lui vers les États-Unis. Sous le nom de code de « Gentle Mary », elle rejoint un groupe clandestin de résistants parmi lesquels on trouve Samuel Beckett et Gabriële Buffet-Picabia accompagnée de sa fille Suzanne. Rue Hallé, elle héberge l'artiste Jean Hélion. Mais, durant l'été 1942, la Gestapo finit par identifier son atelier : à la veille d'une perquisition, elle réussit à quitter Paris pour le Sud de la France, passe en zone libre et, après un périple de plusieurs mois, embarque depuis Madrid à bord d'un avion américain pour New York.
Elle retrouve alors Duchamp dans l'atelier de Greenwich Village mais échoue à renouer des liens avec l'organisation des Forces françaises libres via l'état-major américain qui, officiellement, l'écarte en raison de son âge. En septembre 1945, elle retourne vivre à Paris, alors que Duchamp souhaite rester à New York ; elle retrouve son atelier rue Hallé.
De 1945 à 1947, elle devient correspondante pour le magazine américain View (en), réalisant des portraits de Jean Genet, André Malraux, Jean Cocteau et Georges Hugnet. Côté reliures, elle s'y remet doucement, sans grand enthousiasme. Au cours de l'année 1946, elle retrouve Duchamp et effectue un voyage avec lui en Suisse.
Sa santé se détériore rapidement au début de l'année 1950. Selon Duchamp, elle refuse de se soigner mais finit par entrer en avril à l'hôpital américain de Paris. Elle meurt, « sans souffrance » (selon Duchamp qui la veille), au 7 rue de La Chaise, maison de santé Velpeau.

## Postérité
Après sa mort, sa collection d’œuvres d'art est donné à l'Art Institute of Chicago où elle peut être admirée (The Mary Reynolds Collection). Elle comprend plus de 500 pièces.
À Paris, une allée porte son nom depuis mars 2023.

### Radio
- « Mary Reynolds, une femme d'exception », France Culture, L'art est la matière par Jean de Loisy, le 17 octobre 2021